# Yon Hyong-muk
El general Yon Hyong-muk, también escrito Yong Hyong-muk (3 de noviembre de 1931 - 23 de octubre de 2005) fue un militar y político norcoreano. Fue premier de Corea del Norte de 1989 a 1992.

## Biografía
Nació en el Condado de Kyongwon, teniendo un importante legado revolucionario en su familia. Aunque los detalles sobre su infancia temprana no son bien conocidas, se sabe que Yon estudió en Checoslovaquia y en la década de 1950 se estableció en la cúpula del Partido de los Trabajadores de Corea, que se convirtió en el único partido político en Corea del Norte después de la guerra de Corea.
En 1968, luego de una de las varias purgas producidas durante el largo régimen de Kim Il-sung, Yon fue uno de los más cercanos compañeros de Kim, convirtiéndose en secretario del Comité Central del Partido.
Durante la década de 1970, Yon avanzó posiciones dentro del Partido y por mediados de la década de 1980 fue considerada como la cuarta persona más poderosa en Corea del Norte después de Kim Il-sung, Kim Jong-il, y el veterano mariscal y ministro de Defensa O Chin-u. Fue miembro del Politburó de la década de 1980 y fue nombrado primer ministro de Corea del Norte en 1989. Durante esta época, Yon fue ministro de Industria Pesada y esto consolidó su papel importante en la gran sector en armamentos.
Durante su cargo como primer ministro, tuvo un papel importante en las relaciones con Corea del Sur. Fue considerado como el principal negociador detrás del Acuerdo de Reconciliación, No Agresión e Intercambio y Cooperación entre el Sur y el Norte (también conocido como el "Acuerdo Básico Sur-Norte") de 1991. En ese momento lo denominó «el logro más valioso que se haya logrado entre las autoridades de Corea del Sur y del Norte».
Falleció en 2005.